# الدوري الإسباني الدرجة الثانية 1989–90
دوري الدرجة الثانية الإسباني 1989–90 (بالإسبانية: Segunda División de España 1989-90)‏ هو الموسم 59 من دوري الدرجة الثانية الإسباني. أشرف على تنظيمه الاتحاد الملكي الإسباني لكرة القدم، وكان عدد الأندية المشاركة فيه 20، وفاز فيه ريال بورغوس.